# Mancomunidad Valles del Oso

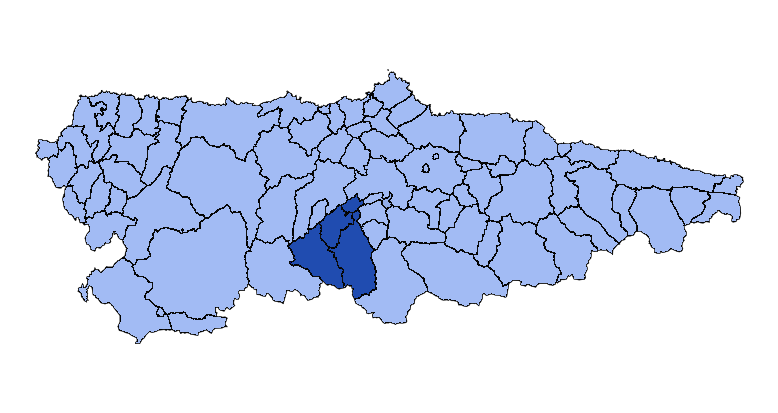
Vista de los concejos que forman la mancomunidad.

La Mancomunidad Valles del Oso es una unión de municipios española, en la provincia de Asturias. Comprende los concejos de:
- Proaza
- Quirós
- Santo Adriano
- Teverga

- Datos: Q5991161